# Barbara Grubenmann
Barbara Grubenmann, «Schweizerbabele» genannt, (* 5. Februar 1767 in Teufen AR; † 1817; heimatberechtigt in Teufen) war eine Schweizer Separatistin aus Appenzell Ausserrhoden.

## Leben
Barbara Grubenmann war eine Tochter des Jakob Grubenmann und der Barbara Tobler. Um 1800 war sie kurzzeitig mit Johann Ulrich Mohn, Schuster von Wigoltingen, verheiratet.
Grubenmann war die Leitfigur der pietistisch geprägten und im Widerspruch zur Amtskirche stehenden separatistischen Bewegung in Appenzell Ausserrhoden. Im Zentrum ihrer Überzeugung stand die Wiederbringung aller Dinge nach der Reinigung der Seelen in der Unterwelt, also die Allversöhnungslehre. Gemäss Eberhard Fritz erregte sie «nicht nur wegen ihrer Trancezustände ungeheures Aufsehen, sondern weil sie ihre Lehren biblisch begründete und wohl auch durch ihre Persönlichkeit wirkte.» Von der Obrigkeit verfolgt, sass sie 1789 bis 1792 im Zuchthaus Lindau am Bodensee. 
Später wirkte sie als geistiges Haupt der Separatisten in Rottenacker, deren Bewegung auf ganz Oberschwaben ausstrahlte. Bekannt als «Schweizerbabele» starb Barbara Grubenmann wohl kurz bevor ihre Anhänger in die Vereinigten Staaten auswanderten und in Ohio die Gemeinschaftssiedlung Zoar gründeten.
Nur wenige Jahre ihres Lebens sind quellenmässig dokumentiert, bevor sich ihre Spur wieder verliert.